# Tropidion calciope
Tropidion calciope är en skalbaggsart som först beskrevs av Thomson 1867.  Tropidion calciope ingår i släktet Tropidion och familjen långhorningar. Inga underarter finns listade i Catalogue of Life.